# Prawa rachunku kwantyfikatorów
Zasugerowano, aby zintegrować ten artykuł z artykułem Rachunek predykatów pierwszego rzędu (dyskusja). Nie opisano powodu propozycji integracji.

## Ważniejsze prawa rachunku kwantyfikatorów
- prawo dictum de omni – „orzekania o wszystkim”

{\displaystyle \forall \phi (x)\Rightarrow \phi (x)}
- prawo generalizacji egzystencjalnej

{\displaystyle \phi (x)\Rightarrow \exists \phi (x)}
- prawo subalternacji

{\displaystyle \forall \phi (x)\Rightarrow \exists \phi (x)}
- prawa zmiany zmiennych związanych

{\displaystyle \forall \phi (x)\Leftrightarrow \forall \phi (y)}
{\displaystyle \exists \phi (x)\Leftrightarrow \exists \phi (y)}
- prawa De Morgana (negowania kwantyfikatorów)

{\displaystyle \neg \forall x\phi (x)\Leftrightarrow \exists x\neg \phi (x)}
{\displaystyle \neg \exists x\phi (x)\Leftrightarrow \forall x\neg \phi (x)}
- przemienność:

kwantyfikatora ogólnego
{\displaystyle \forall x\forall y\phi (x,y)\Leftrightarrow \forall y\forall x\phi (x,y)}
kwantyfikatora egzystencjalnego
{\displaystyle \exists x\exists y\phi (x,y)\Leftrightarrow \exists y\exists x\phi (x,y)}
- Przeniesienie kwantyfikatora egzystencjalnego za ogólny (nie odwrotnie!)

{\displaystyle \exists x\forall y\phi (x,y)\Rightarrow \forall y\exists x\phi (x,y)}
→ Kontrprzykład: gdy ф(x,y) jest postaci: x<y (x,y należy do rzeczywistych)
- rozdzielność względem koniunkcji:

{\displaystyle \forall x(\phi (x)\land \psi (x))\Leftrightarrow \forall x\phi (x)\land \forall x\psi (x)}
- rozdzielność względem alternatywy:

{\displaystyle \exists x(\phi (x)\lor \psi (x))\Leftrightarrow \exists x\phi (x)\lor \exists x\psi (x)}
- brak rozdzielności:

{\displaystyle \forall x(\phi (x)\lor \psi (x))\Leftarrow \forall x\phi (x)\lor \forall x\psi (x)}
→ Kontrprzykład: gdy ф(x) prawdziwe dla x>2, Ψ(x) prawdziwe dla x≤2
{\displaystyle \exists x\phi (x)\land \exists x\psi (x)\Leftarrow \exists x(\phi (x)\land \psi (x))}
→ Kontrprzykład: gdy ф(x) prawdziwe dla x=1, Ψ(x) prawdziwe dla x=2
{\displaystyle \forall x(\phi (x)\Rightarrow \psi (x))\Rightarrow \forall x\phi (x)\Rightarrow \forall x\psi (x)}
→ Kontrprzykład: gdy ф(x) prawdziwe dla x>2, Ψ(x) prawdziwe dla x≤2